# Torneo de Estocolmo 2013
El If Stockholm Open 2013 es un torneo de tenis. Pertenece al ATP Tour 2013 en la categoría ATP World Tour 250. El torneo tendrá lugar en la ciudad de Bangkok, Tailandia, desde el 14 de octubre hasta el 20 de octubre de 2013 sobre canchas duras.

## Cabezas de serie
| Tenista         | Ranking | N.º |
| David Ferrer    | 4       | 1   |
| Milos Raonic    | 11      | 2   |
| Jerzy Janowicz  | 15      | 3   |
| Kevin Anderson  | 20      | 4   |
| Ernests Gulbis  | 26      | 5   |
| Benoît Paire    | 27      | 6   |
| Grigor Dimitrov | 28      | 7   |
| Ivan Dodig      | 29      | 8   |

- Los cabezas de serie, están basados en el ranking ATP del 7 de octubre de 2013.

### Dobles masculinos
| Tenista                                | Ranking | Preclasificada |
| Aisam-ul-Haq Qureshi Jean-Julien Rojer | 26      | 1              |
| Ivan Dodig Marcelo Melo                | 30      | 2              |
| David Marrero Fernando Verdasco        | 39      | 3              |
| Santiago González Scott Lipsky         | 64      | 4              |

- Los cabezas de serie, están basados en el ranking ATP del 7 de octubre de 2013.

## Campeones

### Individual Masculino
Grigor Dimitrov venció a  David Ferrer por 2-6, 6-3, 6-4

### Dobles Masculino
Aisam-ul-Haq Qureshi /  Jean-Julien Rojer vencieron a  Jonas Björkman /  Robert Lindstedt por 6-2, 6-2